# Андреевка (городской округ Солнечногорск)
Андре́евка — посёлок городского типа и административный центр одноимённого территориального управления городского округа Солнечногорск Московской области России.

## География
Расположение — южная часть городского округа Солнечногорск и северо-западная часть Московской области. Расстояние по Пятницкому шоссе до Московской кольцевой автодороги — 30 км, до Центральной кольцевой автодороги — 11 км, до города Солнечногорск — 38 км (по прямой — 25 км). Граничит восточной стороною с городом-спутником Москвы — Зеленоградом, составляя единую агломерацию.

## История
- До июля 1918 года — в составе Еремеевской волости Звенигородского уезда Московской губернии РСФСР[6][7].

- После июля 1918 года — административный центр Андреевского сельского совета Сходненской (Ульяновской) волости Московского уезда Московской губернии РСФСР.

- После 1929 года — административный центр Андреевского сельского совета Сходненского (1929—1932 годы), Солнечногорского (1932—1940 годы), Химкинского (1940—1960 годы) районов Московской области РСФСР.

- После 1960 года — административный центр Андреевского сельского совета Солнечногорского района (1960—1963 годы) и Солнечногорского укрупнённого сельского района (1963—1965 годы) Московской области РСФСР.

- После 1965 года — административный центр Андреевского сельского совета (после 1994 года — сельского округа) Солнечногорского района Московской области РСФСР (после 1991 года — России).

- После 2006 года — административный центр городского поселения Андреевка (после 2019 года — территориального управления[5]) Солнечногорского муниципального района (после 2019 года — городского округа Солнечногорск) Московской области России.

## Население
| 1852    | 1926    | 1979    | 1998    | 2002    | 2009    |
| ------- | ------- | ------- | ------- | ------- | ------- |
| 355     | ↘299    | ↗6648   | ↗8695   | ↘8465   | ↗9873   |
| 2010    | 2012    | 2013    | 2014    | 2015    | 2016    |
| ↗10 008 | ↗10 356 | ↗10 479 | ↗10 658 | ↗10 858 | ↗11 057 |
| 2017    | 2018    | 2019    | 2020    | 2021    | 2023    |
| ↗11 444 | ↘11 420 | ↗11 579 | ↘11 054 | ↘10 397 | ↗10 427 |
| 2024    |         |         |         |         |         |
| ↗10 442 |         |         |         |         |         |

Национальный состав
По данным переписи 2002 года из 8465 жителей посёлка русские составляли 92 %.

## Культура
- Церковь Спаса Всемилостивого (Спасский храм), 1676—1678 годов постройки (перестроена в 1901—1902 годах по проекту архитектора Петра Микини)[27][28].
- Дом культуры «Андреевка», 1962 года постройки (возведённый на месте деревянной избы — бывшего стекольного цеха)[29].

## Инфраструктура
- Градообразующим и ресурсоснабжающим предприятием является АО «НПО Стеклопластик»[30][31]. Муниципальные детский сад[32], школа[33][34] и стадион «Юность»[35] составляют единое образовательно-спортивное пространство. В 2013 году в посёлке была открыта городская поликлиника[36][37].

## Транспорт
- Железнодорожная станция Крюково связывает посёлок с Химками и Москвой, в противоположную сторону — с Солнечногорском, Клином, Конаково и Тверью. Платформа окружной железной дороги Жилино связывает посёлок с Берсеневкой и Радумлей, в противоположную сторону — со станцией Манихино Рижского направления.

- Автобусы «Мострансавто» связывают посёлок по Пятницкому шоссе с деревнями Баранцево, Голубое, Соколово, Полежайки, Лопотово, Новая, с городами Истра и Солнечногорск, а также с селом Алабушево.

- Автобусы «Мосгортранс» проходят по границе Зеленограда и Андреевки — и связывают посёлок с более отдалёнными районами Зеленограда, городскими округами Химки и Красногорск, Москвой, а также с деревнями Соколово, Полежайки и Лопотово[38].

## Жилищный фонд
- 1962—1985 годы. Первый этап строительства многоквартирных домов 5-ти, 9-ти этажей и домов башенного типа 12-ти, 16-ти этажей[39].
- 1996—2001 годы. Построены два десятиэтажных и девятиэтажный дома[39].
- С начала 2000-х годов по сегодняшний день в посёлке идёт активное строительство различных жилых комплексов[40][41][42].
- Частный сектор включает в себя деревни Высокое и Белая дача[43], садовые товарищества и коттеджные посёлки.